# Флека-2 тема
Те́ма Фле́ка-2 — тема в шаховій композиції ортодоксального жанру. Є такі визначення теми: 1) антидуальне розділення повторних загроз і матів у відповідь на точні ходи в грі, що найменше, двох чорних фігур, б) синтез повторних загроз і добавлених захистів.

## Історія
Ідею запропонував у 30-х роках минулого століття угорський шаховий композитор, міжнародний гросмейстер з шахової композиції, міжнародний арбітр з шахової композиції — Ференц Флек (17.02.1908 — 25.02.1994).
В задачі грають, як мінімум, дві чорні тематичні фігури. Кожна фігура, захищаючись, має будь-який хід з відповіддю білих оголошенням одного мату (повторна загроза) і точний хід, на який виникає інший мат. Тобто, в задачі в захистах чорних повинно використовуватися щонайменше два механізми чорної корекції.
Ідея дістала назву — тема Флека-2. Угорський журнал «Magyar Sakkvilag» проводив конкурс на цю тему.
|   | a | b | c | d | e | f | g | h |   |
| 8 | a8 чорний ферзь · d8 чорний слон · e8 чорний слон · f8 чорна тура · c7 чорна тура · f7 чорний кінь · g7 біла тура · c6 чорний кінь · d6 білий пішак · e6 чорний король · e5 білий пішак · h5 білий кінь · a4 білий ферзь · b4 чорний пішак · d4 біла тура · e4 чорний пішак · g4 білий пішак · b3 білий пішак · d3 білий кінь · g2 білий слон · h1 білий король | a8 чорний ферзь · d8 чорний слон · e8 чорний слон · f8 чорна тура · c7 чорна тура · f7 чорний кінь · g7 біла тура · c6 чорний кінь · d6 білий пішак · e6 чорний король · e5 білий пішак · h5 білий кінь · a4 білий ферзь · b4 чорний пішак · d4 біла тура · e4 чорний пішак · g4 білий пішак · b3 білий пішак · d3 білий кінь · g2 білий слон · h1 білий король | a8 чорний ферзь · d8 чорний слон · e8 чорний слон · f8 чорна тура · c7 чорна тура · f7 чорний кінь · g7 біла тура · c6 чорний кінь · d6 білий пішак · e6 чорний король · e5 білий пішак · h5 білий кінь · a4 білий ферзь · b4 чорний пішак · d4 біла тура · e4 чорний пішак · g4 білий пішак · b3 білий пішак · d3 білий кінь · g2 білий слон · h1 білий король | a8 чорний ферзь · d8 чорний слон · e8 чорний слон · f8 чорна тура · c7 чорна тура · f7 чорний кінь · g7 біла тура · c6 чорний кінь · d6 білий пішак · e6 чорний король · e5 білий пішак · h5 білий кінь · a4 білий ферзь · b4 чорний пішак · d4 біла тура · e4 чорний пішак · g4 білий пішак · b3 білий пішак · d3 білий кінь · g2 білий слон · h1 білий король | a8 чорний ферзь · d8 чорний слон · e8 чорний слон · f8 чорна тура · c7 чорна тура · f7 чорний кінь · g7 біла тура · c6 чорний кінь · d6 білий пішак · e6 чорний король · e5 білий пішак · h5 білий кінь · a4 білий ферзь · b4 чорний пішак · d4 біла тура · e4 чорний пішак · g4 білий пішак · b3 білий пішак · d3 білий кінь · g2 білий слон · h1 білий король | a8 чорний ферзь · d8 чорний слон · e8 чорний слон · f8 чорна тура · c7 чорна тура · f7 чорний кінь · g7 біла тура · c6 чорний кінь · d6 білий пішак · e6 чорний король · e5 білий пішак · h5 білий кінь · a4 білий ферзь · b4 чорний пішак · d4 біла тура · e4 чорний пішак · g4 білий пішак · b3 білий пішак · d3 білий кінь · g2 білий слон · h1 білий король | a8 чорний ферзь · d8 чорний слон · e8 чорний слон · f8 чорна тура · c7 чорна тура · f7 чорний кінь · g7 біла тура · c6 чорний кінь · d6 білий пішак · e6 чорний король · e5 білий пішак · h5 білий кінь · a4 білий ферзь · b4 чорний пішак · d4 біла тура · e4 чорний пішак · g4 білий пішак · b3 білий пішак · d3 білий кінь · g2 білий слон · h1 білий король | a8 чорний ферзь · d8 чорний слон · e8 чорний слон · f8 чорна тура · c7 чорна тура · f7 чорний кінь · g7 біла тура · c6 чорний кінь · d6 білий пішак · e6 чорний король · e5 білий пішак · h5 білий кінь · a4 білий ферзь · b4 чорний пішак · d4 біла тура · e4 чорний пішак · g4 білий пішак · b3 білий пішак · d3 білий кінь · g2 білий слон · h1 білий король | 8 |
| 7 | a8 чорний ферзь · d8 чорний слон · e8 чорний слон · f8 чорна тура · c7 чорна тура · f7 чорний кінь · g7 біла тура · c6 чорний кінь · d6 білий пішак · e6 чорний король · e5 білий пішак · h5 білий кінь · a4 білий ферзь · b4 чорний пішак · d4 біла тура · e4 чорний пішак · g4 білий пішак · b3 білий пішак · d3 білий кінь · g2 білий слон · h1 білий король | a8 чорний ферзь · d8 чорний слон · e8 чорний слон · f8 чорна тура · c7 чорна тура · f7 чорний кінь · g7 біла тура · c6 чорний кінь · d6 білий пішак · e6 чорний король · e5 білий пішак · h5 білий кінь · a4 білий ферзь · b4 чорний пішак · d4 біла тура · e4 чорний пішак · g4 білий пішак · b3 білий пішак · d3 білий кінь · g2 білий слон · h1 білий король | a8 чорний ферзь · d8 чорний слон · e8 чорний слон · f8 чорна тура · c7 чорна тура · f7 чорний кінь · g7 біла тура · c6 чорний кінь · d6 білий пішак · e6 чорний король · e5 білий пішак · h5 білий кінь · a4 білий ферзь · b4 чорний пішак · d4 біла тура · e4 чорний пішак · g4 білий пішак · b3 білий пішак · d3 білий кінь · g2 білий слон · h1 білий король | a8 чорний ферзь · d8 чорний слон · e8 чорний слон · f8 чорна тура · c7 чорна тура · f7 чорний кінь · g7 біла тура · c6 чорний кінь · d6 білий пішак · e6 чорний король · e5 білий пішак · h5 білий кінь · a4 білий ферзь · b4 чорний пішак · d4 біла тура · e4 чорний пішак · g4 білий пішак · b3 білий пішак · d3 білий кінь · g2 білий слон · h1 білий король | a8 чорний ферзь · d8 чорний слон · e8 чорний слон · f8 чорна тура · c7 чорна тура · f7 чорний кінь · g7 біла тура · c6 чорний кінь · d6 білий пішак · e6 чорний король · e5 білий пішак · h5 білий кінь · a4 білий ферзь · b4 чорний пішак · d4 біла тура · e4 чорний пішак · g4 білий пішак · b3 білий пішак · d3 білий кінь · g2 білий слон · h1 білий король | a8 чорний ферзь · d8 чорний слон · e8 чорний слон · f8 чорна тура · c7 чорна тура · f7 чорний кінь · g7 біла тура · c6 чорний кінь · d6 білий пішак · e6 чорний король · e5 білий пішак · h5 білий кінь · a4 білий ферзь · b4 чорний пішак · d4 біла тура · e4 чорний пішак · g4 білий пішак · b3 білий пішак · d3 білий кінь · g2 білий слон · h1 білий король | a8 чорний ферзь · d8 чорний слон · e8 чорний слон · f8 чорна тура · c7 чорна тура · f7 чорний кінь · g7 біла тура · c6 чорний кінь · d6 білий пішак · e6 чорний король · e5 білий пішак · h5 білий кінь · a4 білий ферзь · b4 чорний пішак · d4 біла тура · e4 чорний пішак · g4 білий пішак · b3 білий пішак · d3 білий кінь · g2 білий слон · h1 білий король | a8 чорний ферзь · d8 чорний слон · e8 чорний слон · f8 чорна тура · c7 чорна тура · f7 чорний кінь · g7 біла тура · c6 чорний кінь · d6 білий пішак · e6 чорний король · e5 білий пішак · h5 білий кінь · a4 білий ферзь · b4 чорний пішак · d4 біла тура · e4 чорний пішак · g4 білий пішак · b3 білий пішак · d3 білий кінь · g2 білий слон · h1 білий король | 7 |
| 6 | a8 чорний ферзь · d8 чорний слон · e8 чорний слон · f8 чорна тура · c7 чорна тура · f7 чорний кінь · g7 біла тура · c6 чорний кінь · d6 білий пішак · e6 чорний король · e5 білий пішак · h5 білий кінь · a4 білий ферзь · b4 чорний пішак · d4 біла тура · e4 чорний пішак · g4 білий пішак · b3 білий пішак · d3 білий кінь · g2 білий слон · h1 білий король | a8 чорний ферзь · d8 чорний слон · e8 чорний слон · f8 чорна тура · c7 чорна тура · f7 чорний кінь · g7 біла тура · c6 чорний кінь · d6 білий пішак · e6 чорний король · e5 білий пішак · h5 білий кінь · a4 білий ферзь · b4 чорний пішак · d4 біла тура · e4 чорний пішак · g4 білий пішак · b3 білий пішак · d3 білий кінь · g2 білий слон · h1 білий король | a8 чорний ферзь · d8 чорний слон · e8 чорний слон · f8 чорна тура · c7 чорна тура · f7 чорний кінь · g7 біла тура · c6 чорний кінь · d6 білий пішак · e6 чорний король · e5 білий пішак · h5 білий кінь · a4 білий ферзь · b4 чорний пішак · d4 біла тура · e4 чорний пішак · g4 білий пішак · b3 білий пішак · d3 білий кінь · g2 білий слон · h1 білий король | a8 чорний ферзь · d8 чорний слон · e8 чорний слон · f8 чорна тура · c7 чорна тура · f7 чорний кінь · g7 біла тура · c6 чорний кінь · d6 білий пішак · e6 чорний король · e5 білий пішак · h5 білий кінь · a4 білий ферзь · b4 чорний пішак · d4 біла тура · e4 чорний пішак · g4 білий пішак · b3 білий пішак · d3 білий кінь · g2 білий слон · h1 білий король | a8 чорний ферзь · d8 чорний слон · e8 чорний слон · f8 чорна тура · c7 чорна тура · f7 чорний кінь · g7 біла тура · c6 чорний кінь · d6 білий пішак · e6 чорний король · e5 білий пішак · h5 білий кінь · a4 білий ферзь · b4 чорний пішак · d4 біла тура · e4 чорний пішак · g4 білий пішак · b3 білий пішак · d3 білий кінь · g2 білий слон · h1 білий король | a8 чорний ферзь · d8 чорний слон · e8 чорний слон · f8 чорна тура · c7 чорна тура · f7 чорний кінь · g7 біла тура · c6 чорний кінь · d6 білий пішак · e6 чорний король · e5 білий пішак · h5 білий кінь · a4 білий ферзь · b4 чорний пішак · d4 біла тура · e4 чорний пішак · g4 білий пішак · b3 білий пішак · d3 білий кінь · g2 білий слон · h1 білий король | a8 чорний ферзь · d8 чорний слон · e8 чорний слон · f8 чорна тура · c7 чорна тура · f7 чорний кінь · g7 біла тура · c6 чорний кінь · d6 білий пішак · e6 чорний король · e5 білий пішак · h5 білий кінь · a4 білий ферзь · b4 чорний пішак · d4 біла тура · e4 чорний пішак · g4 білий пішак · b3 білий пішак · d3 білий кінь · g2 білий слон · h1 білий король | a8 чорний ферзь · d8 чорний слон · e8 чорний слон · f8 чорна тура · c7 чорна тура · f7 чорний кінь · g7 біла тура · c6 чорний кінь · d6 білий пішак · e6 чорний король · e5 білий пішак · h5 білий кінь · a4 білий ферзь · b4 чорний пішак · d4 біла тура · e4 чорний пішак · g4 білий пішак · b3 білий пішак · d3 білий кінь · g2 білий слон · h1 білий король | 6 |
| 5 | a8 чорний ферзь · d8 чорний слон · e8 чорний слон · f8 чорна тура · c7 чорна тура · f7 чорний кінь · g7 біла тура · c6 чорний кінь · d6 білий пішак · e6 чорний король · e5 білий пішак · h5 білий кінь · a4 білий ферзь · b4 чорний пішак · d4 біла тура · e4 чорний пішак · g4 білий пішак · b3 білий пішак · d3 білий кінь · g2 білий слон · h1 білий король | a8 чорний ферзь · d8 чорний слон · e8 чорний слон · f8 чорна тура · c7 чорна тура · f7 чорний кінь · g7 біла тура · c6 чорний кінь · d6 білий пішак · e6 чорний король · e5 білий пішак · h5 білий кінь · a4 білий ферзь · b4 чорний пішак · d4 біла тура · e4 чорний пішак · g4 білий пішак · b3 білий пішак · d3 білий кінь · g2 білий слон · h1 білий король | a8 чорний ферзь · d8 чорний слон · e8 чорний слон · f8 чорна тура · c7 чорна тура · f7 чорний кінь · g7 біла тура · c6 чорний кінь · d6 білий пішак · e6 чорний король · e5 білий пішак · h5 білий кінь · a4 білий ферзь · b4 чорний пішак · d4 біла тура · e4 чорний пішак · g4 білий пішак · b3 білий пішак · d3 білий кінь · g2 білий слон · h1 білий король | a8 чорний ферзь · d8 чорний слон · e8 чорний слон · f8 чорна тура · c7 чорна тура · f7 чорний кінь · g7 біла тура · c6 чорний кінь · d6 білий пішак · e6 чорний король · e5 білий пішак · h5 білий кінь · a4 білий ферзь · b4 чорний пішак · d4 біла тура · e4 чорний пішак · g4 білий пішак · b3 білий пішак · d3 білий кінь · g2 білий слон · h1 білий король | a8 чорний ферзь · d8 чорний слон · e8 чорний слон · f8 чорна тура · c7 чорна тура · f7 чорний кінь · g7 біла тура · c6 чорний кінь · d6 білий пішак · e6 чорний король · e5 білий пішак · h5 білий кінь · a4 білий ферзь · b4 чорний пішак · d4 біла тура · e4 чорний пішак · g4 білий пішак · b3 білий пішак · d3 білий кінь · g2 білий слон · h1 білий король | a8 чорний ферзь · d8 чорний слон · e8 чорний слон · f8 чорна тура · c7 чорна тура · f7 чорний кінь · g7 біла тура · c6 чорний кінь · d6 білий пішак · e6 чорний король · e5 білий пішак · h5 білий кінь · a4 білий ферзь · b4 чорний пішак · d4 біла тура · e4 чорний пішак · g4 білий пішак · b3 білий пішак · d3 білий кінь · g2 білий слон · h1 білий король | a8 чорний ферзь · d8 чорний слон · e8 чорний слон · f8 чорна тура · c7 чорна тура · f7 чорний кінь · g7 біла тура · c6 чорний кінь · d6 білий пішак · e6 чорний король · e5 білий пішак · h5 білий кінь · a4 білий ферзь · b4 чорний пішак · d4 біла тура · e4 чорний пішак · g4 білий пішак · b3 білий пішак · d3 білий кінь · g2 білий слон · h1 білий король | a8 чорний ферзь · d8 чорний слон · e8 чорний слон · f8 чорна тура · c7 чорна тура · f7 чорний кінь · g7 біла тура · c6 чорний кінь · d6 білий пішак · e6 чорний король · e5 білий пішак · h5 білий кінь · a4 білий ферзь · b4 чорний пішак · d4 біла тура · e4 чорний пішак · g4 білий пішак · b3 білий пішак · d3 білий кінь · g2 білий слон · h1 білий король | 5 |
| 4 | a8 чорний ферзь · d8 чорний слон · e8 чорний слон · f8 чорна тура · c7 чорна тура · f7 чорний кінь · g7 біла тура · c6 чорний кінь · d6 білий пішак · e6 чорний король · e5 білий пішак · h5 білий кінь · a4 білий ферзь · b4 чорний пішак · d4 біла тура · e4 чорний пішак · g4 білий пішак · b3 білий пішак · d3 білий кінь · g2 білий слон · h1 білий король | a8 чорний ферзь · d8 чорний слон · e8 чорний слон · f8 чорна тура · c7 чорна тура · f7 чорний кінь · g7 біла тура · c6 чорний кінь · d6 білий пішак · e6 чорний король · e5 білий пішак · h5 білий кінь · a4 білий ферзь · b4 чорний пішак · d4 біла тура · e4 чорний пішак · g4 білий пішак · b3 білий пішак · d3 білий кінь · g2 білий слон · h1 білий король | a8 чорний ферзь · d8 чорний слон · e8 чорний слон · f8 чорна тура · c7 чорна тура · f7 чорний кінь · g7 біла тура · c6 чорний кінь · d6 білий пішак · e6 чорний король · e5 білий пішак · h5 білий кінь · a4 білий ферзь · b4 чорний пішак · d4 біла тура · e4 чорний пішак · g4 білий пішак · b3 білий пішак · d3 білий кінь · g2 білий слон · h1 білий король | a8 чорний ферзь · d8 чорний слон · e8 чорний слон · f8 чорна тура · c7 чорна тура · f7 чорний кінь · g7 біла тура · c6 чорний кінь · d6 білий пішак · e6 чорний король · e5 білий пішак · h5 білий кінь · a4 білий ферзь · b4 чорний пішак · d4 біла тура · e4 чорний пішак · g4 білий пішак · b3 білий пішак · d3 білий кінь · g2 білий слон · h1 білий король | a8 чорний ферзь · d8 чорний слон · e8 чорний слон · f8 чорна тура · c7 чорна тура · f7 чорний кінь · g7 біла тура · c6 чорний кінь · d6 білий пішак · e6 чорний король · e5 білий пішак · h5 білий кінь · a4 білий ферзь · b4 чорний пішак · d4 біла тура · e4 чорний пішак · g4 білий пішак · b3 білий пішак · d3 білий кінь · g2 білий слон · h1 білий король | a8 чорний ферзь · d8 чорний слон · e8 чорний слон · f8 чорна тура · c7 чорна тура · f7 чорний кінь · g7 біла тура · c6 чорний кінь · d6 білий пішак · e6 чорний король · e5 білий пішак · h5 білий кінь · a4 білий ферзь · b4 чорний пішак · d4 біла тура · e4 чорний пішак · g4 білий пішак · b3 білий пішак · d3 білий кінь · g2 білий слон · h1 білий король | a8 чорний ферзь · d8 чорний слон · e8 чорний слон · f8 чорна тура · c7 чорна тура · f7 чорний кінь · g7 біла тура · c6 чорний кінь · d6 білий пішак · e6 чорний король · e5 білий пішак · h5 білий кінь · a4 білий ферзь · b4 чорний пішак · d4 біла тура · e4 чорний пішак · g4 білий пішак · b3 білий пішак · d3 білий кінь · g2 білий слон · h1 білий король | a8 чорний ферзь · d8 чорний слон · e8 чорний слон · f8 чорна тура · c7 чорна тура · f7 чорний кінь · g7 біла тура · c6 чорний кінь · d6 білий пішак · e6 чорний король · e5 білий пішак · h5 білий кінь · a4 білий ферзь · b4 чорний пішак · d4 біла тура · e4 чорний пішак · g4 білий пішак · b3 білий пішак · d3 білий кінь · g2 білий слон · h1 білий король | 4 |
| 3 | a8 чорний ферзь · d8 чорний слон · e8 чорний слон · f8 чорна тура · c7 чорна тура · f7 чорний кінь · g7 біла тура · c6 чорний кінь · d6 білий пішак · e6 чорний король · e5 білий пішак · h5 білий кінь · a4 білий ферзь · b4 чорний пішак · d4 біла тура · e4 чорний пішак · g4 білий пішак · b3 білий пішак · d3 білий кінь · g2 білий слон · h1 білий король | a8 чорний ферзь · d8 чорний слон · e8 чорний слон · f8 чорна тура · c7 чорна тура · f7 чорний кінь · g7 біла тура · c6 чорний кінь · d6 білий пішак · e6 чорний король · e5 білий пішак · h5 білий кінь · a4 білий ферзь · b4 чорний пішак · d4 біла тура · e4 чорний пішак · g4 білий пішак · b3 білий пішак · d3 білий кінь · g2 білий слон · h1 білий король | a8 чорний ферзь · d8 чорний слон · e8 чорний слон · f8 чорна тура · c7 чорна тура · f7 чорний кінь · g7 біла тура · c6 чорний кінь · d6 білий пішак · e6 чорний король · e5 білий пішак · h5 білий кінь · a4 білий ферзь · b4 чорний пішак · d4 біла тура · e4 чорний пішак · g4 білий пішак · b3 білий пішак · d3 білий кінь · g2 білий слон · h1 білий король | a8 чорний ферзь · d8 чорний слон · e8 чорний слон · f8 чорна тура · c7 чорна тура · f7 чорний кінь · g7 біла тура · c6 чорний кінь · d6 білий пішак · e6 чорний король · e5 білий пішак · h5 білий кінь · a4 білий ферзь · b4 чорний пішак · d4 біла тура · e4 чорний пішак · g4 білий пішак · b3 білий пішак · d3 білий кінь · g2 білий слон · h1 білий король | a8 чорний ферзь · d8 чорний слон · e8 чорний слон · f8 чорна тура · c7 чорна тура · f7 чорний кінь · g7 біла тура · c6 чорний кінь · d6 білий пішак · e6 чорний король · e5 білий пішак · h5 білий кінь · a4 білий ферзь · b4 чорний пішак · d4 біла тура · e4 чорний пішак · g4 білий пішак · b3 білий пішак · d3 білий кінь · g2 білий слон · h1 білий король | a8 чорний ферзь · d8 чорний слон · e8 чорний слон · f8 чорна тура · c7 чорна тура · f7 чорний кінь · g7 біла тура · c6 чорний кінь · d6 білий пішак · e6 чорний король · e5 білий пішак · h5 білий кінь · a4 білий ферзь · b4 чорний пішак · d4 біла тура · e4 чорний пішак · g4 білий пішак · b3 білий пішак · d3 білий кінь · g2 білий слон · h1 білий король | a8 чорний ферзь · d8 чорний слон · e8 чорний слон · f8 чорна тура · c7 чорна тура · f7 чорний кінь · g7 біла тура · c6 чорний кінь · d6 білий пішак · e6 чорний король · e5 білий пішак · h5 білий кінь · a4 білий ферзь · b4 чорний пішак · d4 біла тура · e4 чорний пішак · g4 білий пішак · b3 білий пішак · d3 білий кінь · g2 білий слон · h1 білий король | a8 чорний ферзь · d8 чорний слон · e8 чорний слон · f8 чорна тура · c7 чорна тура · f7 чорний кінь · g7 біла тура · c6 чорний кінь · d6 білий пішак · e6 чорний король · e5 білий пішак · h5 білий кінь · a4 білий ферзь · b4 чорний пішак · d4 біла тура · e4 чорний пішак · g4 білий пішак · b3 білий пішак · d3 білий кінь · g2 білий слон · h1 білий король | 3 |
| 2 | a8 чорний ферзь · d8 чорний слон · e8 чорний слон · f8 чорна тура · c7 чорна тура · f7 чорний кінь · g7 біла тура · c6 чорний кінь · d6 білий пішак · e6 чорний король · e5 білий пішак · h5 білий кінь · a4 білий ферзь · b4 чорний пішак · d4 біла тура · e4 чорний пішак · g4 білий пішак · b3 білий пішак · d3 білий кінь · g2 білий слон · h1 білий король | a8 чорний ферзь · d8 чорний слон · e8 чорний слон · f8 чорна тура · c7 чорна тура · f7 чорний кінь · g7 біла тура · c6 чорний кінь · d6 білий пішак · e6 чорний король · e5 білий пішак · h5 білий кінь · a4 білий ферзь · b4 чорний пішак · d4 біла тура · e4 чорний пішак · g4 білий пішак · b3 білий пішак · d3 білий кінь · g2 білий слон · h1 білий король | a8 чорний ферзь · d8 чорний слон · e8 чорний слон · f8 чорна тура · c7 чорна тура · f7 чорний кінь · g7 біла тура · c6 чорний кінь · d6 білий пішак · e6 чорний король · e5 білий пішак · h5 білий кінь · a4 білий ферзь · b4 чорний пішак · d4 біла тура · e4 чорний пішак · g4 білий пішак · b3 білий пішак · d3 білий кінь · g2 білий слон · h1 білий король | a8 чорний ферзь · d8 чорний слон · e8 чорний слон · f8 чорна тура · c7 чорна тура · f7 чорний кінь · g7 біла тура · c6 чорний кінь · d6 білий пішак · e6 чорний король · e5 білий пішак · h5 білий кінь · a4 білий ферзь · b4 чорний пішак · d4 біла тура · e4 чорний пішак · g4 білий пішак · b3 білий пішак · d3 білий кінь · g2 білий слон · h1 білий король | a8 чорний ферзь · d8 чорний слон · e8 чорний слон · f8 чорна тура · c7 чорна тура · f7 чорний кінь · g7 біла тура · c6 чорний кінь · d6 білий пішак · e6 чорний король · e5 білий пішак · h5 білий кінь · a4 білий ферзь · b4 чорний пішак · d4 біла тура · e4 чорний пішак · g4 білий пішак · b3 білий пішак · d3 білий кінь · g2 білий слон · h1 білий король | a8 чорний ферзь · d8 чорний слон · e8 чорний слон · f8 чорна тура · c7 чорна тура · f7 чорний кінь · g7 біла тура · c6 чорний кінь · d6 білий пішак · e6 чорний король · e5 білий пішак · h5 білий кінь · a4 білий ферзь · b4 чорний пішак · d4 біла тура · e4 чорний пішак · g4 білий пішак · b3 білий пішак · d3 білий кінь · g2 білий слон · h1 білий король | a8 чорний ферзь · d8 чорний слон · e8 чорний слон · f8 чорна тура · c7 чорна тура · f7 чорний кінь · g7 біла тура · c6 чорний кінь · d6 білий пішак · e6 чорний король · e5 білий пішак · h5 білий кінь · a4 білий ферзь · b4 чорний пішак · d4 біла тура · e4 чорний пішак · g4 білий пішак · b3 білий пішак · d3 білий кінь · g2 білий слон · h1 білий король | a8 чорний ферзь · d8 чорний слон · e8 чорний слон · f8 чорна тура · c7 чорна тура · f7 чорний кінь · g7 біла тура · c6 чорний кінь · d6 білий пішак · e6 чорний король · e5 білий пішак · h5 білий кінь · a4 білий ферзь · b4 чорний пішак · d4 біла тура · e4 чорний пішак · g4 білий пішак · b3 білий пішак · d3 білий кінь · g2 білий слон · h1 білий король | 2 |
| 1 | a8 чорний ферзь · d8 чорний слон · e8 чорний слон · f8 чорна тура · c7 чорна тура · f7 чорний кінь · g7 біла тура · c6 чорний кінь · d6 білий пішак · e6 чорний король · e5 білий пішак · h5 білий кінь · a4 білий ферзь · b4 чорний пішак · d4 біла тура · e4 чорний пішак · g4 білий пішак · b3 білий пішак · d3 білий кінь · g2 білий слон · h1 білий король | a8 чорний ферзь · d8 чорний слон · e8 чорний слон · f8 чорна тура · c7 чорна тура · f7 чорний кінь · g7 біла тура · c6 чорний кінь · d6 білий пішак · e6 чорний король · e5 білий пішак · h5 білий кінь · a4 білий ферзь · b4 чорний пішак · d4 біла тура · e4 чорний пішак · g4 білий пішак · b3 білий пішак · d3 білий кінь · g2 білий слон · h1 білий король | a8 чорний ферзь · d8 чорний слон · e8 чорний слон · f8 чорна тура · c7 чорна тура · f7 чорний кінь · g7 біла тура · c6 чорний кінь · d6 білий пішак · e6 чорний король · e5 білий пішак · h5 білий кінь · a4 білий ферзь · b4 чорний пішак · d4 біла тура · e4 чорний пішак · g4 білий пішак · b3 білий пішак · d3 білий кінь · g2 білий слон · h1 білий король | a8 чорний ферзь · d8 чорний слон · e8 чорний слон · f8 чорна тура · c7 чорна тура · f7 чорний кінь · g7 біла тура · c6 чорний кінь · d6 білий пішак · e6 чорний король · e5 білий пішак · h5 білий кінь · a4 білий ферзь · b4 чорний пішак · d4 біла тура · e4 чорний пішак · g4 білий пішак · b3 білий пішак · d3 білий кінь · g2 білий слон · h1 білий король | a8 чорний ферзь · d8 чорний слон · e8 чорний слон · f8 чорна тура · c7 чорна тура · f7 чорний кінь · g7 біла тура · c6 чорний кінь · d6 білий пішак · e6 чорний король · e5 білий пішак · h5 білий кінь · a4 білий ферзь · b4 чорний пішак · d4 біла тура · e4 чорний пішак · g4 білий пішак · b3 білий пішак · d3 білий кінь · g2 білий слон · h1 білий король | a8 чорний ферзь · d8 чорний слон · e8 чорний слон · f8 чорна тура · c7 чорна тура · f7 чорний кінь · g7 біла тура · c6 чорний кінь · d6 білий пішак · e6 чорний король · e5 білий пішак · h5 білий кінь · a4 білий ферзь · b4 чорний пішак · d4 біла тура · e4 чорний пішак · g4 білий пішак · b3 білий пішак · d3 білий кінь · g2 білий слон · h1 білий король | a8 чорний ферзь · d8 чорний слон · e8 чорний слон · f8 чорна тура · c7 чорна тура · f7 чорний кінь · g7 біла тура · c6 чорний кінь · d6 білий пішак · e6 чорний король · e5 білий пішак · h5 білий кінь · a4 білий ферзь · b4 чорний пішак · d4 біла тура · e4 чорний пішак · g4 білий пішак · b3 білий пішак · d3 білий кінь · g2 білий слон · h1 білий король | a8 чорний ферзь · d8 чорний слон · e8 чорний слон · f8 чорна тура · c7 чорна тура · f7 чорний кінь · g7 біла тура · c6 чорний кінь · d6 білий пішак · e6 чорний король · e5 білий пішак · h5 білий кінь · a4 білий ферзь · b4 чорний пішак · d4 біла тура · e4 чорний пішак · g4 білий пішак · b3 білий пішак · d3 білий кінь · g2 білий слон · h1 білий король | 1 |
|   | a | b | c | d | e | f | g | h |   |

1. L: e4! ~ 2. Lf5#
1. … Sf~   2. Ld5# (але не 2. Shf4#???)
1. … Sf: e5 2. Sc5# (але не 2. Sdf4#???)
1. … Sc~   2. Shf4# (але не 2. Ld5#???)
1. … Sc: e5 2. Sdf4# (але не 2. Sc5#???)

Проходить антидуальне розділення повторних загроз і матів на точні ходи чорних фігур.